# Ronaldo Damus
Ronaldo Damus (Hinche, 12 settembre 1999) è un calciatore haitiano, attaccante del Birmingham Legion in prestito dal GIF Sundsvall.

## Carriera

### Nazionale
Il 2 settembre 2016 ha esordito con la nazionale haitiana giocando l'incontro perso 0-1 contro la Costa Rica, valido per le qualificazioni al campionato mondiale di calcio 2022. In seguito viene convocato per la CONCACAF Gold Cup 2021.

## Statistiche

### Presenze e reti nei club
Statistiche aggiornate al 29 novembre 2021.
| Stagione           | Squadra            | Campionato         | Campionato | Campionato | Coppe nazionali | Coppe nazionali | Coppe nazionali | Coppe continentali | Coppe continentali | Coppe continentali | Altre coppe | Altre coppe | Altre coppe | Totale | Totale |
| Stagione           | Squadra            | Comp               | Pres       | Reti       | Comp            | Pres            | Reti            | Comp               | Pres               | Reti               | Comp        | Pres        | Reti        | Pres   | Reti   |
| ------------------ | ------------------ | ------------------ | ---------- | ---------- | --------------- | --------------- | --------------- | ------------------ | ------------------ | ------------------ | ----------- | ----------- | ----------- | ------ | ------ |
| 2019               | North Texas        | USL L1             | 20+2       | 16+0       |                 | -               | -               |                    | -                  | -                  |             | -           | -           | 22     | 16     |
| 2020               | North Texas        | USL L1             | 13         | 5          |                 | -               | -               |                    | -                  | -                  |             | -           | -           | 13     | 5      |
| Totale North Texas | Totale North Texas | Totale North Texas | 35         | 21         |                 | -               | -               |                    | -                  | -                  |             | -           | -           | 35     | 21     |
| 2021               | Orange County      | USLC               | 31         | 18         |                 | -               | -               |                    | -                  | -                  |             | -           | -           | 31     | 18     |
| Totale carriera    | Totale carriera    | Totale carriera    | 66         | 39         |                 | -               | -               |                    | -                  | -                  |             | -           | -           | 66     | 39     |

### Cronologia presenze e reti in nazionale
| Cronologia completa delle presenze e delle reti in nazionale ― Haiti | Cronologia completa delle presenze e delle reti in nazionale ― Haiti | Cronologia completa delle presenze e delle reti in nazionale ― Haiti | Cronologia completa delle presenze e delle reti in nazionale ― Haiti | Cronologia completa delle presenze e delle reti in nazionale ― Haiti | Cronologia completa delle presenze e delle reti in nazionale ― Haiti | Cronologia completa delle presenze e delle reti in nazionale ― Haiti | Cronologia completa delle presenze e delle reti in nazionale ― Haiti |
| Data                                                                 | Città                                                                | In casa                                                              | Risultato                                                            | Ospiti                                                               | Competizione                                                         | Reti                                                                 | Note                                                                 |
| -------------------------------------------------------------------- | -------------------------------------------------------------------- | -------------------------------------------------------------------- | -------------------------------------------------------------------- | -------------------------------------------------------------------- | -------------------------------------------------------------------- | -------------------------------------------------------------------- | -------------------------------------------------------------------- |
| 2-9-2016                                                             | Port-au-Prince                                                       | Haiti                                                                | 0 – 1                                                                | Costa Rica                                                           | Qual. Mondiali 2018                                                  | -                                                                    |                                                                      |
| 9-11-2016                                                            | Port-au-Prince                                                       | Haiti                                                                | 2 – 5                                                                | Guyana francese                                                      | Qual. Coppa dei Caraibi 2017                                         | -                                                                    | 46’                                                                  |
| 2-7-2021                                                             | Fort Lauderdale                                                      | Haiti                                                                | 6 – 1                                                                | Saint Vincent e Grenadine                                            | Qual. Gold Cup 2021                                                  | -                                                                    | 81’                                                                  |
| 6-7-2021                                                             | Fort Lauderdale                                                      | Haiti                                                                | 4 – 1                                                                | Bermuda                                                              | Qual. Gold Cup 2021                                                  | -                                                                    | 54’                                                                  |
| 11-7-2021                                                            | Kansas City                                                          | Stati Uniti                                                          | 1 – 0                                                                | Haiti                                                                | Gold Cup 2021 - 1º turno                                             | -                                                                    | 80’                                                                  |
| 15-7-2021                                                            | Kansas City                                                          | Haiti                                                                | 1 – 4                                                                | Canada                                                               | Gold Cup 2021 - 1º turno                                             | -                                                                    | 52’                                                                  |
| 18-7-2021                                                            | Frisco                                                               | Martinica                                                            | 1 – 2                                                                | Haiti                                                                | Gold Cup 2021 - 1º turno                                             | -                                                                    |                                                                      |
| Totale                                                               |                                                                      | Presenze                                                             | 7                                                                    |                                                                      | Reti                                                                 | 0                                                                    |                                                                      |

## Palmarès

### Competizioni nazionali
- USL League One: 1

North Texas: 2019
- USL Championship: 2

Orange County: 2021
Colorado Springs Switchbacks: 2024